# Zdravka Bušić
Zdravka Bušić (ur. 6 września 1950 w Imotskim) – chorwacka polityk i informatyk, posłanka krajowa i eurodeputowana.

## Życiorys
Szkołę średnią rozpoczynała w Splicie, wyemigrowała w drugiej połowie lat 60. Ukończyła w 1979 politologię na Cleveland State University, a w 1981 informatykę i bibliotekarstwo na Case Western Reserve University. Do 1990 pracowała jako archiwistka w Cleveland. W latach 1990–1995 pełniła funkcję doradcy prezydenta Franja Tuđmana oraz dyrektora archiwum w urzędzie prezydenta. Następnie przez dwie kadencje do 2003 z ramienia Chorwackiej Wspólnoty Demokratycznej sprawowała mandat posłanki do Zgromadzenia Chorwackiego. Reprezentowała chorwacki parlament w Zgromadzeniu Parlamentarnym Rady Europy. Od 2004 do 2011 zajmowała się koordynowaniem projektów informatyzacji biblioteki narodowej i uniwersyteckiej w Zagrzebiu.
W pierwszych w historii Chorwacji wyborach do Parlamentu Europejskiego w 2013 uzyskała mandat eurodeputowanej. W PE zasiadała do 2014, następnie prowadziła badania nad twórczością chorwackiego pisarza i dziennikarza Bogdana Radicy. W 2016 powołana na stanowisko wiceministra spraw zagranicznych. W 2020 ponownie została wybrana do Zgromadzenia Chorwackiego, kandydowała wówczas w okręgu dla diaspory. W 2024 nie została ponownie wybrana do parlamentu, mandat poselski objęła jednak na początku kadencji w miejsce innego z deputowanych.

## Odznaczenia
- Order Księcia Trpimira (1995)[6]